# 19080 Martínfierro
19080 Martínfierro là một tiểu hành tinh vành đai chính với chu kỳ quỹ đạo là 1288.5376097 ngày (3.53 năm).
Nó được phát hiện ngày 10 tháng 5 năm 1970.